# Chillanes (canton)
Chillanes est un canton d'Équateur situé dans la province de Bolívar.